# Nothoprocta taczanowskii
O inhambu-peruano-azulado, também conhecido como inambu-peruano-azulado ou tinamu-de-taczanowski (nome científico: Nothoprocta taczanowskii) é uma espécie de ave tinamiforme pertencente à família Tinamidae. Pode ser encontrada em altitudes entre 2700 e 4000 metros, desde o Peru até a Bolívia.

## Taxonomia
Foi descrita pela primeira vez em 1875, no Peru, pelos naturalistas ingleses Philip Lutley Sclater e Osbert Salvin, sob o basônimo de Nothoprocta taczanowskii. É um dos seis representantes do gênero Nothoprocta, introduzido em 1873, pelos mesmos naturalistas. O nome do gênero combina os termos do grego antigo νόθος, "nothos", que significa 'espúrio', 'falsificado'; e πρωκτός, "prōktós", que significa 'ânus', provavelmente em referência à cauda curta, coberta por pequenas plumas, fazendo-a parecer falsa. O epíteto específico da espécie, taczanowskii, se refere à forma latina do nome Władysław Taczanowski, homenageando-o. 
É uma espécie monotípica, fazendo parte da família Tinamidae, que por sua vez pertence à ordem dos Tinamiformes, sendo também, de modo mais amplo, ratitas, embora sejam capazes de voar curtas distâncias. Esta espécie não possui nenhuma subespécie reconhecida.

## Descrição
Possui coloração castanho-escura com diversas manchas em sua plumagem. Sua cabeça e pescoço são acinzentados, com uma coroa e manchas faciais enegrecidas, e penas amarelas acinzentadas pálidas na garganta. As partes superiores do corpo são mais escuras, com listras finas amarelas e marrons quase imperceptíveis, e manchas pretas e amarelas distribuídas na região das asas. A região torácica é cinza, com manchas amareladas com bordas pretas. Enquanto as partes inferiores são amarelas, de listras escuras com um bico longo, enegrecido e curvo. Na fase juvenil são, geralmente, mais escuros, de cor marrom. Possui uma média de 36 centímetros de comprimento.

## Comportamento
Possuem vocalizações altas quando ameaçados. Alimentam-se frequentemente de plantas tuberosas, especialmente de batatas. Os ovos chocam no período de abril a maio e outubro. Os machos incubam os ovos e cuidam dos filhotes. Constroem seus ninhos próximo ao solo.

## Distribuição e habitat
Se encontra distribuído na região oriental da Cordilheira dos Andes, mais especificamente na Cordillera Oriental, no Peru, do departamento de Junín a Puno. No Peru, há registros de vários sítios em Apurímac, Cuzco e Puno, mas não foi registrado na área do vale de Chincheros/Pampa, noroeste de Apurímac, desde 1970. A cordilheira Huanzo, sul de Apurímac, produziu apenas um espécime (coletado em 1977) e aqueles do norte da cordilheira Kallawaya na região de Puno foi capturada em 1871. Foi registrada na área de Marayniyuq, região de Junín, mas provavelmente não houve levantamentos desde os últimos registros em 1939. A espécie foi registrada pela primeira vez na Bolívia em 1999, quando um macho foi coletado e três a quatro juvenis observados na Área Natural de Manejo Integrado de Apolobamba, La Paz.
A espécie habita as pradarias e as matagais de altitude a uma altura de 2700 a 4000 m (8.900–13.100 pés) acima do nível do mar. Também pode ser encontrada em pastagens e terras aráveis.

## Estado de conservação
O inhambu-peruano-azulado está atualmente listado como uma espécie vulnerável pela União Internacional para a Conservação da Natureza. Sua sobrevivência está ameaçada pela degradação de seus habitats causada por atividades humanas, como queimadas frequentes de pastagens, corte, queima e pastoreio de gado em bosques de altitude e manchas arbustivas. A espécie também é caçada por pessoas para alimentação.
Tem havido levantamentos de seus habitats de alta altitude e foram propostas medidas para sua conservação, como regular o uso do fogo, reintroduzir antigas técnicas agrícolas de alto rendimento, restringir o pastoreio, facilitar o ecoturismo de baixo impacto e comércios associados para gerar renda para a população local, encorajar a população local a assumir um papel de liderança na gestão do uso da terra e nos esquemas de restauração. Propôs-se também a realização de reformas sociais e políticas para lidar com os conflitos existentes pelo direito à terra e incentivar o uso sustentável em larga escala. A espécie foi protegida no Santuário Nacional da Floresta Ampay e na Área Natural de Manejo Integrado de Apolobamba, na Bolívia.
Acredita-se que, atualmente, restem menos de 10.000 aves adultas em uma faixa de ocorrência de 16.700 km² (6.400 sq mi).